# Татарск
Татарск (рус. Татарск) град је у Русији у Новосибирској области.

## Становништво
| 1939.  | 1959.  | 1970.  | 1979.  | 1989.  | 2002.  | 2010.  |
| ------ | ------ | ------ | ------ | ------ | ------ | ------ |
| 21,403 | 30.786 | 29.589 | 30.893 | 30.355 | 26.051 | 24.217 |